# Bubenberg (Adelsgeschlecht)

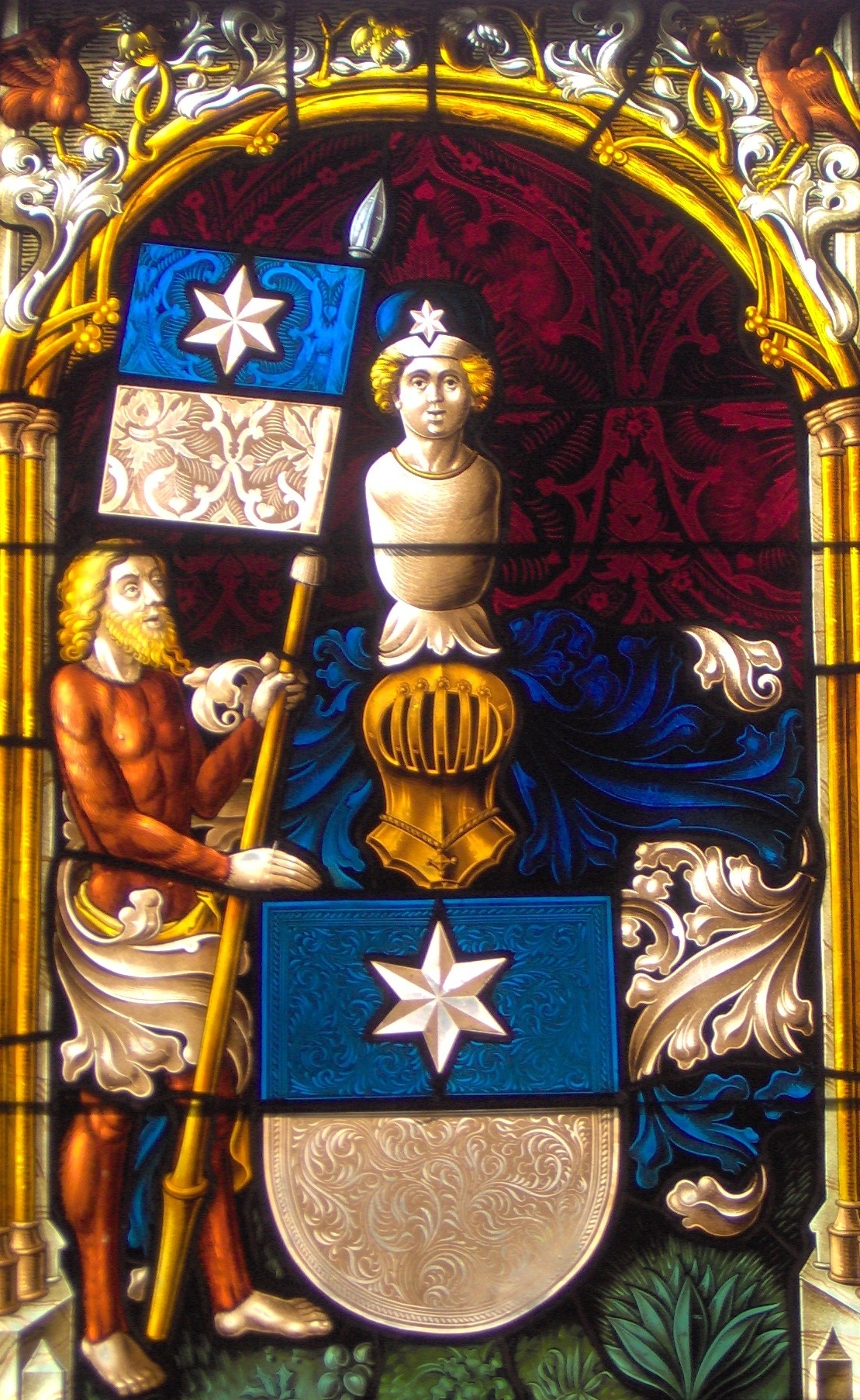
Wappenscheibe von Bubenberg (Berner Münster)

Das Geschlecht von Bubenberg war eine Ministerialen- und Berner Patrizierfamilie.

## Geschichte
Die Herkunft des Geschlechts von Bubenberg ist nicht bekannt. Es soll mit den Zähringern in die Gegend der heutigen Stadt Bern gelangt sein. Eine Abstammung von den Herren von Jegenstorf wird vermutet. In der Chronik des Konrad Justinger taucht 1191 ein Cuno von Bubenberg bei der Gründung der Stadt Bern auf: danach soll Herzog Berchtold V. von Zähringen diesen beauftragt haben, eine Stadt zu bauen. Bubenberg soll den Eichenwald auf der Halbinsel gefällt und Häuser sowie ein erstes Stadttor (Zytglogge) errichtet haben lassen. Ab den 1230er Jahren erscheinen die von Bubenberg in den Quellen.
Der Familie werden die Burgenstellen „Alt-Bubenberg“ (Frauenkappelen) und „Neu-Bubenberg“ (Schliern bei Köniz) als älteste Besitzungen zugeschrieben. Ferner sollen Häuser auf der Hofstätte an der Junkerngasse in Bern sowie verschiedene Reichslehen wie der Stadtbach, die Mühlen und Aareschwellen in Bern der Familie Bubenberg gehört haben. Diese wurden 1360 der Stadt Bern verkauft. 1250 erwarben die von Bubenberg zusammen mit den Herren von Tengen und den Herren von Rosenegg aus dem Hegau das Schloss Wartenfels.
Bis 1282 kamen Güter und Herrschaftsrechte in Schüpfen, auf dem Schüpberg, in Oberbalm, Alprechte im Hasli- und im Diemtigtal und Kirchensätze (z. B. Oberbalm) dazu. 1293 erwarben die Bubenberg Schüpfen. 1327 wird Johann der Jüngere von Bubenberg Mitherr von Gerzensee. 1338 erwarb Johann II von Bubenberg die Besitzung Spiez. Der Erwerb kostete 5600 Pfund (heute etwa 6 Millionen Franken). Neben dem Schloss Spiez erwarben sie auch die Dörfer Spiez, Faulensee, Hondrich, Spiezwiler und Einigen. Johann von Bubenberg war zwar Schultheiss der Stadt Bern, den Kauf vollzog er aber im eigenen Namen. Das Schloss war somit nicht bernischer Besitz und deshalb auch nicht Sitz eines bernischen Landvogts. 1348 erfolgte der Kauf von Mannenberg und Schadau. 1350 heiratete Margaretha von Scharnachthal, die Witwe des letzten Kramburgers, Schultheiss Ulrich von Bubenberg, und die Besitzung Gerzensee fiel den Bubenberg zu. 1379 werden Hartmannus und Johannes II. von Bubenberg als Studenten in Bologna erwähnt. 1391 wurde Ringgenberg gekauft. 1411 erwarben die Familie Reben in Tüscherz, 1456 Wartenfels, 1465 verkaufte Adrian von Bubenberg das Schloss Wartenfels an die Stadt Solothurn, um von dem Erlös ins heilige Land reisen zu können. 1466 erwarb die Familie Strättligen, Reutigen, Thierachern, Wattenwil und Radelfingen.
In der zweiten Hälfte des 15. Jahrhunderts gerieten die von Bubenberg in finanzielle Schwierigkeiten und sahen sich gezwungen, Teile ihres Besitzes zu verkaufen, dies vor allem deshalb, weil die Dienste für die Stadt Bern grosse Aufwendungen erforderlich machten und es zu jener Zeit zu grossen ökonomischen und sozialen Umschichtungen kam. Der letzte als rechtmässig geltende Erbe des Geschlechts, Adrian II. von Bubenberg, soll 1506 gestorben sein. Mit ihm erlosch das Geschlecht. 1516 kaufte Ludwig von Diesbach die Mehrzahl der verbliebenen Besitztümer auf, wodurch sie in den Besitz der Erlach gelangten.

## Familienpolitik
Als sich das Territorium der Stadt Bern konsolidierte, fielen die meisten Adelsgeschlechter in der Nähe der Stadt von Bern ab und hielten zu den Habsburgern oder Kyburgern. Die Bubenberg waren auf der Seite Berns und erarbeiteten sich im Lauf des 14. Jahrhunderts eine dominierende Stellung. So gut wie alle männlichen von Bubenbergs waren Ritter, Burger und Ratsmitglieder von Bern. Elf Bubenberg waren Schultheissen der Stadt Bern. Viele von ihnen pflegten Kontakte zu geistlichen Ritterorden. Für einige sind Ritterfahrten belegt. Töchter traten in Berner Klöster ein, so z. B. 1356 Margret von Bubenberg ins Kloster Fraubrunnen, um 1360 Agnes von Bubenberg ins Kloster Frauenkappelen, 1370 Johanna und Elisabeth von Bubenberg und 1401 Anna von Bubenberg ins Kloster Fraubrunnen. In den Klöstern Fraubrunnen und Frauenkappelen und im Berner Stift St. Vinzenz wurden Familienjahrzeiten gehalten. Obwohl die Bubenberg aufs Engste mit der Stadt Bern verbunden waren, gab es immer Bestrebungen, Heiratsverbindungen ausserhalb der Stadt zu suchen. Hierbei bevorzugte man edelfreie oder gräfliche Familien, wie die von Buchegg, von Neuenburg, von Weissenburg, von Ringgenberg, von Grünenberg, von Strättligen, von Ligerz, von Rosenegg und de La Sarraz.

## Personen
- Cuno von Bubenberg

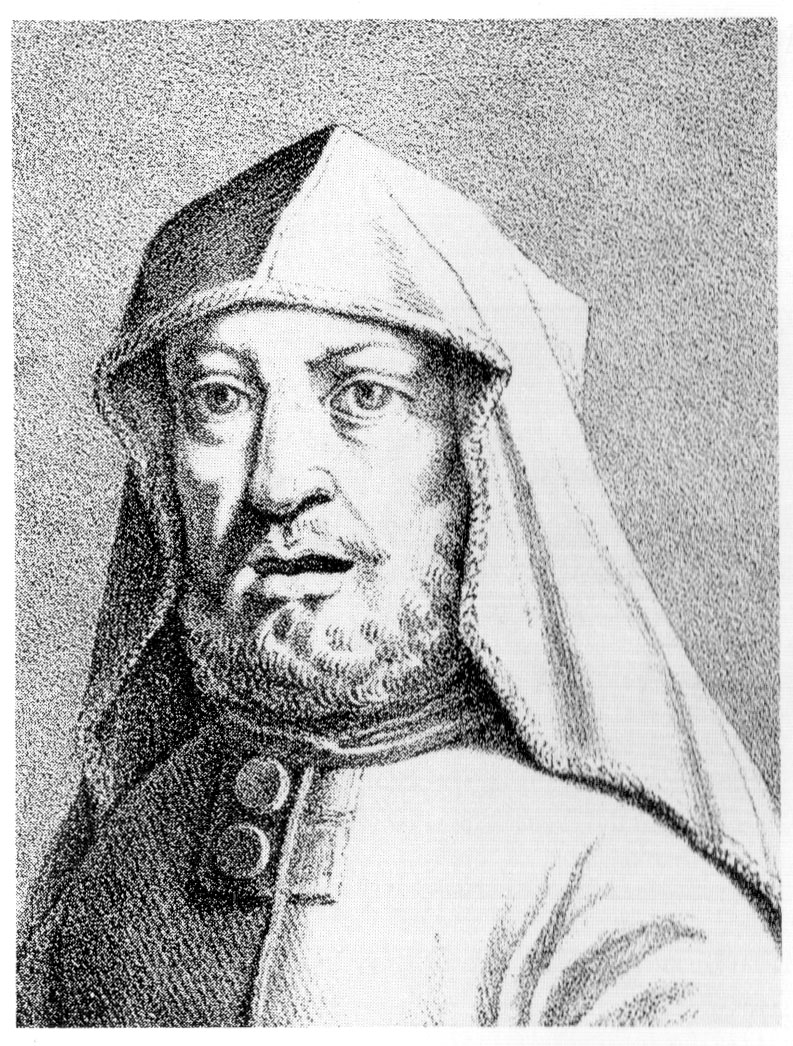
Cuno von Bubenberg (Bild von 1692)

- Peter I. von Bubenberg, Schultheiss von 1235 bis 1241
- Heinrich I. von Bubenberg, Schultheiss 1257 bis 1263
- Kuno I. von Bubenberg, Schultheiss von 1269 bis 1271
- Ulrich I. von Bubenberg, Schultheiss von 1284 bis 1293, Chorherr in Moutier-Grandval und Kirchherr in Schüpfen 1267, im Laienstand 1282
- Peter III. von Bubenberg, Kirchherr in Schüpfen und Balm 1292 und 1331
- Johann I. von Bubenberg der Ältere, Schultheiss von 1323 bis 1324 und 1326 bis 1327
- Johann II. von Bubenberg, Schultheiss 7-mal zwischen 1319 und 1324 und andauernd 1338 und 1350
- Johann III. von Bubenberg (vor 1332–1367), Schultheiss von 1364 bis 1367
- Vinzenz von Bubenberg, 1365 Deutschordenskomtur in Köniz und 1379 Landkomtur der Ballei Elsass-Burgund
- Ulrich II. von Bubenberg, Schultheiss von 1367 bis 1381.
- Hartmann von Bubenberg (1367–1421)
- Markwart von Bubenberg, Bruder von Johann III.
- Otto von Bubenberg, Schultheiss von 1383 bis 1393.
- Johann VI. von Bubenberg, Kirchherr in Gerzensee und Spiez sowie 1420 Chorherr in Solothurn
- Adrian I. von Bubenberg (1424–1479), Schultheiss von Bern und Ritter vom Heiligen Grab
- Heinrich IV. von Bubenberg (1407–1464), Schultheiss der Stadt Bern
- Adrian II. von Bubenberg (um 1458–1501) letzter seines Geschlechts

## Familienwappen
Blasonierung: Geteilt von Blau mit einem silbernen Stern und von Silber.